# Lijst van Nederlandse spreekwoorden P-U
Hieronder staat een lijst van spreekwoorden met steekwoorden die beginnen met een letter in de serie P-U.
| Spreekwoorden       |
| A-E F-J K-O P-U V-Z |

| Uitdrukkingen en gezegden |
| A-E F-J K-O P-U V-Z       |

## paard
De paarden die de haver verdienen, krijgen ze niet.
Een verdienste blijft vaak onbeloond.

Denken moet je aan een paard overlaten, dat heeft een groter hoofd.
Niet te veel denken maar doen.

Het oog van de meester maakt het paard vet.
Als de baas toekijkt gaat alles beter.

Men mag een gegeven paard niet in de bek kijken.
Men mag niet klagen over de kwaliteit van iets dat men gratis krijgt.

Paard aan de rand is schakers schand.
In het schaakspel is een paard op de a- of h-lijn weinig effectief.

Waar het paard aangebonden is, moet het vreten.
Wie gebonden is moet zich aanpassen.

Witte paarden hebben veel stro nodig.
Pronkzieke vrouwen kosten veel geld.

## pastoor
De koe van de pastoor eet iedere dag mals gras.
Wie trouw is aan machtige mensen, heeft een heerlijk leven.

De pastoor gaat voor en de dominee loopt met hem mee.
Altijd eerst de machtige mensen, dan de mindere mens.

Als de boeren niet meer klagen en de pastoors niet meer vragen, dan nadert het einde der dagen.
Sommige mensen veranderen nooit.

Wie de pastoor niet eert, wie zijn absolutie riskeert.
Om je ambitie te bereiken, moet je extra aardig zijn voor de hoge heren.

## pen
Het puntje van een scherpe pen is 't felste wapen dat ik ken.
(Toegeschreven aan Huygens.)

De pen is machtiger dan het zwaard.
Door het publiceren van teksten kan men meer invloed uitoefenen dan door het toepassen van geweld.

## Piet
Beter blooie Piet dan dooie Piet.
Beter een aarzelend iemand dan iemand die ondoordacht handelt.

## pijpen
Naar iemands pijpen dansen.
Op de maat van de muziek (het fluitspelen) van iemand anders dansen. Doen wat iemand anders voorschrijft.

## pootjes
Met de pootjes omhoog liggen.
Volkomen dood zijn, iets is onherstelbaar kapot gegaan.

## pot
De pot verwijt de ketel dat hij zwart ziet.
Iemand verwijt een ander iets waaraan hij zich zelf ook schuldig maakt.

Kleine potjes hebben grote oren.
Je moet uitkijken met wat je zegt als er kinderen bij zijn.

In de kleinste potjes zit de beste zalf.
Kleine dingen of gebeurtenissen hebben vaak een grote waarde.

Op ieder potje past een dekseltje.
Bij iedereen hoort iemand.

## put
Als het kalf verdronken is, dempt men de put.
Ook: Te laat de put gevuld, als 't kalf verdronken is.
Pas als er al een ernstig ongeluk gebeurd is, neemt men voorzorgsmaatregelen.

## raad
Goede raad is duur.
Het is moeilijk nog een goede oplossing te vinden.

Goede raad is goud waard.
Met goede aanwijzingen kan je heel veel doen.

Komt tijd, komt raad.
Als je even afwacht, zal zich een oplossing aandienen.

## renegaat
Een renegaat is nog erger dan een Turk.
Een vroegere vriend is een veel gevaarlijker vijand dan iemand die altijd een vijand is geweest.

## roest
Rust roest.
Zie: rust

## Rome
Alle wegen leiden naar Rome; ook: Vele wegen leiden naar Rome.
Er zijn meerdere methoden om iets te bereiken.
(De Romeinen waren pioniers op het gebied van de wegenbouw. Vanuit hun hoofdstad Rome werden vele wegen aangelegd om met hun legioenen alle uithoeken van het rijk te kunnen bereiken, bijvoorbeeld de Via Appia. Vandaar dat de meeste wegen inderdaad van en naar Rome liepen.)

Rome is ook niet op één dag gebouwd.
Alles heeft zijn tijd nodig.

Rome is ook niet op één dag gebouwd, maar brandde wel in een dag af.
Koester niet te veel bezit, het kan snel ontnomen worden.

## rook
Waar rook is, is vuur.
Waar geruchten over wangedrag zijn, zal er ook wel iets mis zijn.

## roos
Er zijn geen rozen zonder doornen.
Bij elk geluk is er ook verdriet.

## rust
Rust roest.
Als men niets meer doet, treedt het verval en de veroudering in. Dit spreekwoord behoort tot de kortsten in het Nederlands, naast arbeid adelt en schijn bedriegt.

Na gedane arbeid is het goed rusten.
Als een klusje geklaard is kan men er tevreden op terug kijken dat het af is.

## schaap
Als er één schaap over de dam is, volgen er meer.
Als één persoon iets nieuws geprobeerd heeft, durven anderen ook wel.

Er gaan vele makke schapen in een hok.
Als men zich rustig houdt, kunnen veel mensen in een kleine ruimte verblijven.

## schieten
Niet geschoten is altijd mis.
Het is altijd de moeite waard om iets te proberen, ook al weet men van tevoren niet of het lukt.

## schijn
Schijn bedriegt.
Dingen zijn niet altijd zoals ze zich voordoen.

## schip
Een schip op het strand, een baken in zee.
Lering trekken uit andermans ongeluk; om te voorkomen dat hetzelfde ongeluk jou treft.

Als 't schip zinkt, dan zinkt ook de lading.
Als een zaak bankroet gaat, dan is men meestal ook alles kwijt.

Een klein lek doet een groot schip zinken.
Een geringe onachtzaamheid kan tot grote schade leiden.

## schoen
Wie de schoen past, trekke hem aan (gezegd van een kritische uitspraak).
Dit wordt niet tot een specifieke persoon gezegd. Laat iedereen voor zichzelf nagaan of dit op hem van toepassing is.

De drager kan het beste zeggen waar de schoen wringt.
Degene die een probleem heeft, kan de kern van dit probleem vaak het scherpste benoemen.

## schoenmaker
Schoenmaker, blijf bij je leest.
Hou je niet bezig met dingen waar je niets van weet.

## schoonheid
Ware schoonheid zit van binnen.
Een goed karakter is belangrijker dan een mooi uiterlijk.

## schrijven
Wie schrijft, die blijft.
Wie zijn zaken goed documenteert, loopt op termijn minder risico.
Ook nadat een schrijver is overleden, kunnen zijn werken nog gelezen worden.

## smaak
Over smaak valt niet te twisten.
Over verschil in smaak moet men geen ruzie maken.

## soep
De soep wordt nooit zo heet gegeten, als zij wordt opgediend.
Er worden meestal minder zware maatregelen toegepast dan was aangekondigd.

## spaanders
Waar gehakt wordt, vallen spaanders.
Waar gewerkt wordt, gebeuren ongelukken.

## spoed
Haastige spoed is zelden goed.
Zaken in te hoog tempo afwerken vergroot de kans op fouten.

## stad
Beter van een stad dan van een dorp.
Je kan beter wat krijgen van een rijk persoon dan van een arme.

## strijd
Zonder strijd, geen overwinning.
Na grote inspanning wordt succes pas bereikt.

## stuurlui
De beste stuurlui staan aan wal.
Buitenstaanders hebben veel commentaar. Het is gemakkelijk commentaar te hebben als men geen verantwoordelijkheid draagt. Het spreekwoord komt ook voor in een gedicht van J.P. Heije:
De beste stuurlui staan aan wal
en turen door hun knuisten;
zij weten 't nog, zij wisten 't al!
Zij zijn van enkel wijsheid mal,
maar roeren vin nog vuisten!

## tand
Die de minste tanden hebben, kauwen het meest.
De domste mensen voeren gewoonlijk het hoogste woord.

Oog om oog en tand om tand.
Zie: oog.

## thuis
Oost west, thuis best.
Het is thuis het allerprettigst.

Zoals het klokje thuis tikt, tikt het nergens.
Uiteindelijk gaat er niets boven het eigen huis.

## tijd
Beidt Uw tijd, duur Uw uur.
Wacht je tijd af en neem zo lang als nodig is. (Uit het gedicht "De Toren" van Albert Verwey. De spreuk staat op de toren van de Amsterdamse koopmansbeurs.)

De tijd gaat snel, gebruik haar wel.
Verspil nooit de tijd die je kunt gebruiken.

De tijd heelt alle wonden.
Na lange tijd zal verdriet vanzelf over gaan.

Komt tijd, komt raad.
Geen zorgen, er zal mettertijd wel een oplossing komen.

Krijt op tijd.
Een biljarter moet bijtijds zijn pomerans krijten om afketsen van de queue te voorkomen.

Tijd is geld.
Zaken zo snel mogelijk voor elkaar krijgen is het goedkoopste.

## toon
Het is de toon die de muziek maakt.
Het gaat om de manier waarop iets gezegd wordt.
(Uit het Frans: C'est le ton qui fait la musique. In het Duits: Der Ton macht die Musik.)

## tuin
Wie zijn eigen tuintje wiedt, ziet het onkruid van een ander niet.
Het is beter om energie te steken in het verbeteren van jezelf, dan in het bekritiseren van anderen.

## uil
Elk meent zijn uil een valk te zijn.
Elke ouder denkt dat zijn kind het beste is.

Wat baten kaars en bril, als de uil niet zien (en) wil.
Koppige mensen, die volledig overtuigd zijn van hun gelijk, kan je zelfs met redelijke argumenten niet ompraten.

## uitstel
Stel niet uit tot morgen, wat gij heden doen kunt.
Doe de dingen vandaag als het mogelijk is.

Van uitstel komt afstel.
Als je iets niet meteen doet, loop je het risico dat het nooit meer gebeurt.

## uitzondering
De uitzondering bevestigt de regel.
Overal zijn er uitzonderingen.